# Giovanni Canestri
Giovanni Canestri, italijanski rimskokatoliški duhovnik, škof in kardinal, * 30. september 1918, Castelspina, † 29. april 2015, Rim.

## Življenjepis
12. aprila 1941 je prejel duhovniško posvečenje v Rimu.
8. julija 1961 je bil imenovan za pomožnega škofa Rima in za naslovnega škofa Tenedusa; 30. julija istega leta je prejel škofovsko posvečenje.
7. januar 1971 je bil imenovan za škofa Tortone.
8. februarja 1975 je bil povzdignjen v nadškofa in imenovan za naslovnega nadškofa Foruma Clodii.
22. marca 1984 je bil imenovan za nadškofa Cagliarija in 6. julija 1987 za nadškofa Genova-Bobbia.
28. junija 1988 je bil povzdignjen v kardinala in imenovan za kardinal-duhovnika S. Andrea della Valle.
Upokojil se je 20. aprila 1995.